# 腹赤村
腹赤村（はらかむら）は、熊本県の北部、玉名郡にかつてあった村。

## 歴史
- 1889年4月1日 - 玉名郡腹赤村、清源寺村、上沖洲村が合併し成立。
- 1956年9月30日 - 玉名郡六栄村と合併し、腹栄村となる。

## 出身著名人
- 岡村喜万太（地主、貴族院多額納税者議員）